# Heinz Rein
Heinz Rein (Pseudonym: Reinhard Andermann; * 9. März 1906 in Berlin; † 16. Januar 1991 in Baden-Baden) war ein deutscher Schriftsteller.

## Leben
Heinz Rein arbeitete in den 1920er-Jahren nach einer Banklehre als Bankangestellter. Später war er auch als Sportjournalist tätig. Nach 1933 wurde der politisch links engagierte Autor arbeitslos; die nationalsozialistischen Machthaber legten ihm 1934 ein Schreibverbot auf. Zeitweise befand sich Rein in Gestapohaft; während des Krieges musste er bei der Reichsbahn Zwangsarbeit leisten.
Nach dem Ende des Zweiten Weltkriegs war er in der sowjetischen Besatzungszone in Berlin von 1945 bis 1947 als Referent für Literatur und darüber hinaus bis 1950 Mitarbeiter des „Kulturellen Beirats für das Verlagswesen“ bei der „Deutschen Verwaltung für Volksbildung“. Danach wurde er freier Schriftsteller. Neben Romanen und Erzählungen, deren Handlung vorwiegend in der Zeitgeschichte angesiedelt ist, verfasste Rein Literaturkritiken, die 1947/48 in der SED-Zeitschrift Einheit. Theoretische Monatsschrift für Sozialismus veröffentlicht wurden. 1949 gab er die Anthologie Unterm Notdach heraus, laut Vorbemerkung im Auftrag des Vorsitzenden des „Kulturellen Beirats“, Erich Weinert. 1950 erschien ein aus seinen Literaturkritiken hervorgegangener „Versuch eines ersten Querschnitts“ der in Deutschland nach dem Krieg erschienenen erzählenden Prosa unter dem Titel Die neue Literatur; außer eigenen Beiträgen sind darin zwei Besprechungen seines Erfolgsromans Finale Berlin von Hans Mayer (S. 315–319) und Walter A. Berendsohn (S. 319–324) enthalten. Nach einem Startschuss von Johannes R. Becher erhob sich gegen Die neue Literatur in Zeitschriften der DDR eine Kampagne, die dazu führte, dass der Verlag das Buch aus dem Handel nahm und Rein als Mitglied des „Kulturellen Beirats“ suspendiert wurde. Danach lebte er als freier Schriftsteller in der DDR. Nach dem Bruch mit der SED in den frühen 1950er Jahren übersiedelte er nach Westdeutschland. Heinz Rein war verheiratet und lebte bis zu seinem Tod in Baden-Baden.
Mit seinen Büchern über Kriegsende und unmittelbare Nachkriegszeit in Berlin ist er ein ostdeutscher Vertreter der Trümmerliteratur. In der DDR wurden seine Bücher teilweise nur unter Schwierigkeiten und mit Verzögerung gedruckt. Nach seinem Wechsel in den Westen schrieb er vorwiegend Kurzgeschichten, aber auch Satiren und Kabaretttexte.

Der Roman Finale Berlin, der die letzten drei Wochen vor dem 8. Mai 1945 schildert, war zuerst in einem Vorabdruck vom 6. Oktober 1946 bis 16. Februar 1947 in der Berliner Zeitung erschienen. Die Buchausgabe, von den sowjetischen Kulturbehörden lizenziert und finanziert, kam noch 1947 heraus. 1951 erreichte das Buch eine Auflage von 100.000 Exemplaren und zählte zu den ersten Bestsellern der deutschen Nachkriegszeit. Reins Ruf verflüchtigte sich jedoch, und die Resonanz der Neuausgabe von Finale Berlin blieb 1980 gering. In seinem Nachwort zur Neuausgabe des Werks 2015 beschreibt Fritz J. Raddatz den Roman „als auf Papier gedruckten Film“. Was den Roman für Ursula März „höchst lesenswert“ mache, sei „seine Zeugniskraft auf 800 Seiten“ und auch seine „große Thrillerkraft“. „Aus dieser Zeit, aus dieser Nähe gibt es nicht so viel“, so März, die dies „als eine solitäre Position dieses Romans“ bezeichnet. Vor allem in Bezug auf die Schilderungen der Eroberung Berlins durch sowjetische Truppen und der ersten Besatzungszeit ist die „Zeugniskraft“ und „Nähe“ der Neubearbeitungen von 1980/2015 aufgrund einiger nicht markierter Änderungen gegenüber der originalen Buchausgabe aber auch kritischer beurteilt worden.

## Werke (Auswahl)
- Berlin 1932. Roman, Berlin 1946
- Finale Berlin. Roman., Dietz, Berlin 1947; vom Autor überarbeitete und verbesserte Neuauflage: Büchergilde Gutenberg, 1980; weitere Neuauflage: Schöffling, Frankfurt am Main 2015, ISBN 978-3-89561-483-5.
  - daraus: 2 Erzählungen: Februartag 1945. Klopfzeichen VVN, Berlin 1948
- Mädchen auf der Brücke. Novelle, Berlin 1949
- Unterm Notdach. Berliner Erzählungen, Aufbau, Berlin 1949
- Die neue Literatur. Versuch eines ersten Querschnitts. Berlin 1950
- In einer Winternacht – Berlin, März 1947. Acht Erzählungen, Berlin 1949 und 1952 (geschrieben 1947 und 1948); Neuauflage 1982
- Nur ein Vogelnest, Gütersloh 1964
- Die bittere Frucht. Erzählungen, Sankt Michael 1984
- Signorina Rita wird ausgeliehen, Berlin 1988
- Zwei Trümpfe in der Hinterhand, Frankfurt 1988
- Ohne Rücksicht auf Verluste, Klagenfurt 1988
- Die Sintflut hat sich nicht verlaufen. Roman, Frankfurt 1983 und 1988
- Der Sommer mit Veronika, Bad Salzuflen 1988
- Keine Corrida mehr, Neckargemünd 1989
- Wer einmal in den Fettnapf trat. Satiren, Erftstadt 1985 und 1989
- Ein Anti-Knigge, Klagenfurt 1991
- Die Freundschaft mit Hamilton 1975

## Herausgeberschaft
- (Hrsg.): Unterm Notdach, Berlin 1949